# Steinkreis von Castlerigg

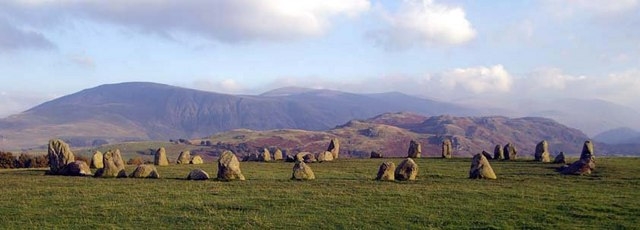
Gesamtansicht des Steinkreises von Castlerigg

Der Steinkreis von Castlerigg (englisch Castlerigg Stone Circle) ist einer der größten Steinkreise in England. Er liegt auf 229 m Höhe im Allerdale (Gemeinde St. Johns Castlerigg and Wythburn) östlich von Keswick in Cumbria im Lake District auf einem nordöstlichen Ausläufer des Castlerigg Fell. Der Untergrund besteht aus Skiddaw-Schiefer. Der Steinkreis steht unter Denkmalschutz (Scheduled Ancient Monument Nr. 22565).

## Beschreibung

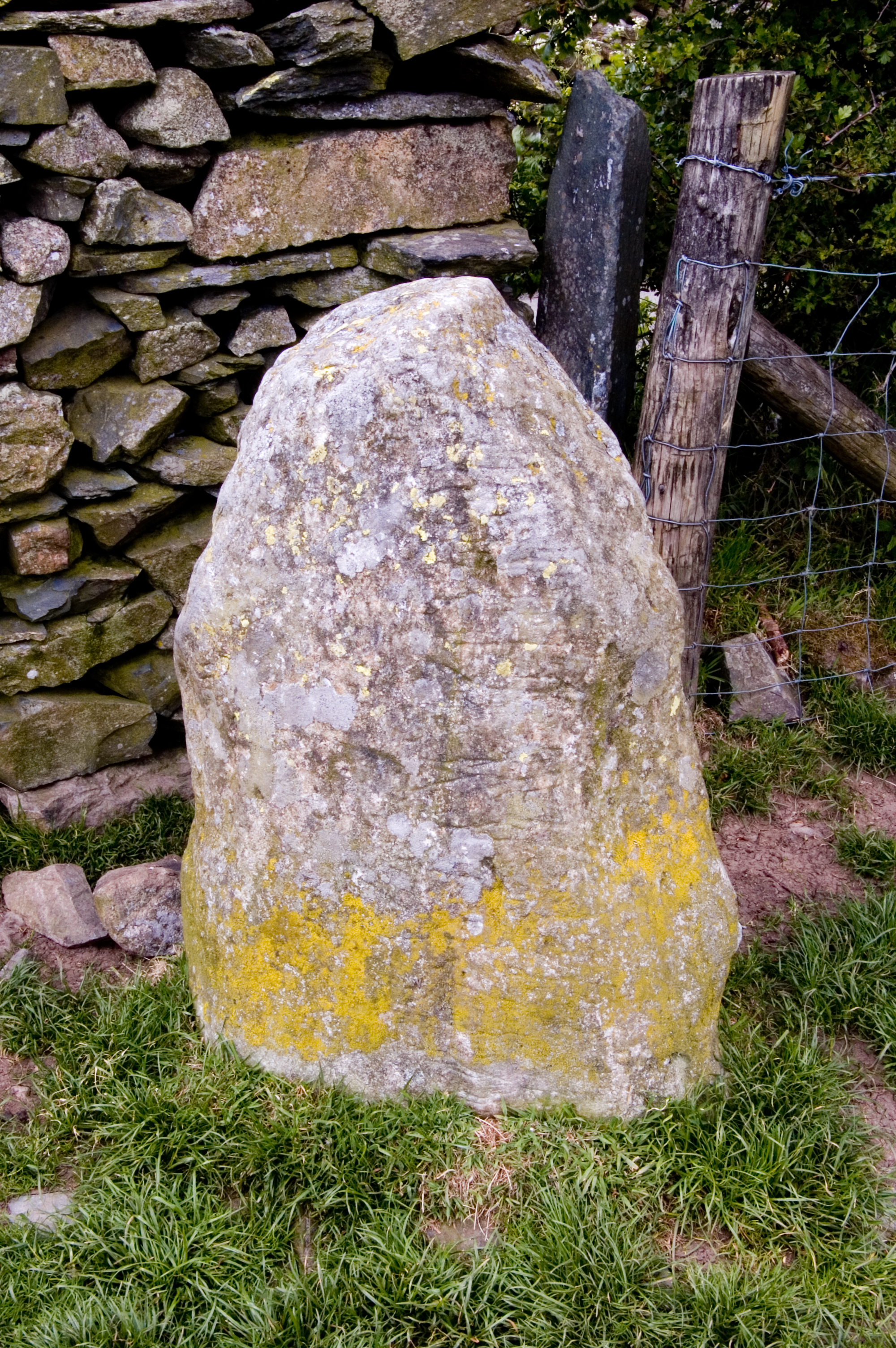
Der Ausreißer abseits des Kreises – vor einer Umwallung

### Anlage
Der Kreis besteht aus 38 bis zu drei Meter hohen und 16 Tonnen schweren unbearbeiteten Steinen unterschiedlicher Form, zumeist aus Schiefer. Sie zeigen mit der glatteren Seite nach innen. Einige waren umgefallen. Ursprünglich waren es 42 Steine, die ein Oval von etwa 70,0 m Durchmesser bildeten. Ein 3,3 m breiter Bereich am nördlichen Ende des Kreises, der von zwei großen Steinen gebildet wird, soll als Zugang gedient haben. 1853 konnte Williams im Steinkreis die Reste von drei Grabhügeln entdecken.

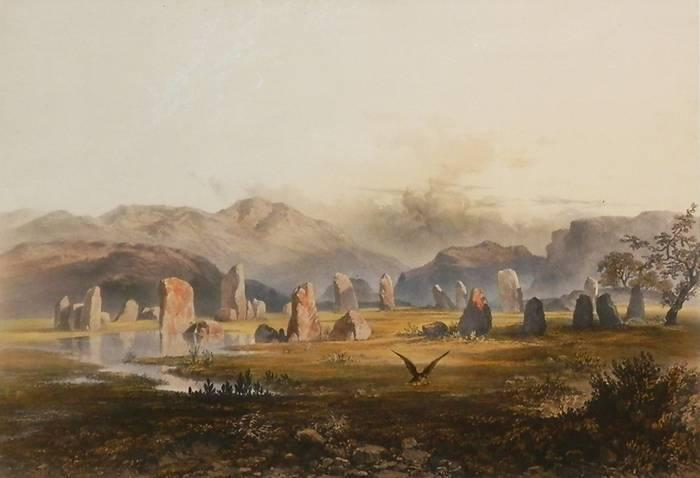
Bild von Thomas Ashburton Picken

Am westlichen Rand des Kreises sind zehn Steine in einem Rechteck angeordnet. Sie wurden von Burl als Cove klassifiziert, deren Zweck unbekannt ist. Die meisten Coves bestehen nur aus drei oder vier Steinen. Die Cove in Avebury datiert in die Zeit der Glockenbecherkultur. Stukeley, der den Begriff prägte, hat die Struktur in Castlerigg jedoch als Grab bezeichnet.

### Ritzungen
Nick Best und A. N. Other entdeckten auf den Steinen Nr. 10, 11 und 26 Petroglyphen (Spiralen und Rhomben). Stein Nr. 5 trägt eine Cup-and-Ring-Markierung. Die Spirale auf Stein 11 konnte allerdings 1995 trotz der Anwendung von Laserscanning in hoher Auflösung nicht wiedergefunden werden, vielleicht handelte es sich um eine natürliche Verfärbung.

## Grabungen
Ausgrabungen in der Cove im Jahr 1882 erbrachten, abgesehen von Holzkohleresten, keine archäologischen Funde.

## Datierung
Der Steinkreis ist nach English Heritage in die frühe Bronzezeit zu datieren, also nach kontinentaler Terminologie in das Ende der Jungsteinzeit bzw. in den Beginn der Bronzezeit.

## Umgebung
In der Nähe liegen die Steinkreise von Elva Plain, Gray Croft und Swinside.